# Command Ridge
Command Ridge (Nauruaans: Janor) is een Nauruaanse heuvel en is tevens met zijn 71 meter de hoogste top van het land. Command Ridge is gelegen in het zuidwesten van het Micronesische eiland, op de grens van de districten Aiwo en Buada, ongeveer een kilometer verwijderd van Yangor.
Het niet exploiteren van de fosfaten op en rond de top heeft ervoor gezorgd dat op de top nog tropische bebossing overblijft. Het hoogste punt is met een pad te bereiken vanuit Buada. Net ten westen van de Command Ridge liggen de woonkernen van het district Aiwo, ten oosten ligt de Buadalagune.

## Trivia
- Bij de Japanse bezetting van het eiland tijdens de Tweede Wereldoorlog, werd Commander Ridge gebruikt als luchtafweerbasis.

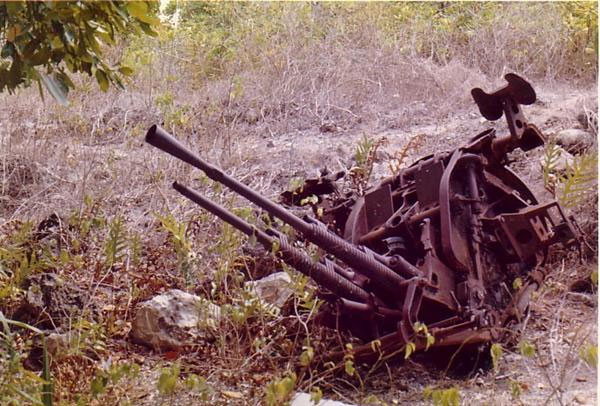
Overblijfselen van de Japanse luchtafweer op Command Ridge.